# Джароле
Джароле (итал. Giarole) — коммуна в Италии, располагается в регионе Пьемонт, в провинции Алессандрия.
Население составляет 701 человек (2008 г.), плотность населения составляет 135 чел./км². Занимает площадь 5 км². Почтовый индекс — 15036. Телефонный код — 0142.
Покровителем коммуны почитается святой апостол Иаков Старший, празднование 25 июля.

## Демография
Динамика населения:

## Администрация коммуны
- Официальный сайт: